# Destino (telenovela, 2013)
Pour les articles homonymes, voir Destino.
 (avril 2024).
Si vous disposez d'ouvrages ou d'articles de référence ou si vous connaissez des sites web de qualité traitant du thème abordé ici, merci de compléter l'article en donnant les références utiles à sa vérifiabilité et en les liant à la section « Notes et références ».
Destino (Destinée) est une telenovela mexicaine produite par María del Carmen Marcos Rojas pour TV Azteca. Elle est diffusée entre le 8 avril 2013 et le 30 août 2013 sur Azteca Trece.
Elle est diffusée sur Antenne Réunion entre le 20 août 2018 et le 17 janvier 2019.
Elle est aussi diffusée en France d'outre-mer sur ViàATV depuis le 7 janvier 2019.

## Synopsis
L'histoire de deux femmes, devenues rivales par amour, sans savoir que le lien du sang qui les lie changerait irrémédiablement leur destin. Valeria est une femme au grand cœur. Elle s'est consacrée à prendre soin de Socorro, sa mère malade. Valeria a plusieurs emplois pour payer les médicaments dont sa mère a besoin et c'est ainsi qu'elle prend soin de Camila, une fille dont le mariage est en crise. 
Par malchance, le soir où Valeria vient prendre soin de Camila, des voleurs entrent pour voler la maison. Valeria s'expose pour protéger la fille devant la stupéfaction et l'admiration de Sebastián, le père de la fille. Cependant, Andrea son ex-femme souffre de jalousies et blâme Valeria pour le vol. Sebastián l'aide à sortir de prison convaincu non seulement de son innocence, mais par un sentiment profond qui est né entre eux. Toutefois, la priorité de Valeria est sa mère qui sur son lit de mort lui a fait une confession : elle n'est pas sa véritable mère, sa vraie mère s'appelle « Dulce María Ríos ». Valeria, brisée par la mort de sa mère et de sa révélation, commence alors les recherches pour trouver sa vraie mère. 
Sebastián, quant à lui est engagé par Grecia Del Sol, une femme d’affaires à succès, qui est impressionnée quand elle le rencontre. Grecia est attirée par Sebastián, même si elle ne croit pas en l'amour, elle est mariée par commodité. Son aventure avec Germán, son assistant est connu de tous. Germán, face à la menace que Sebastián puisse détruire son pouvoir et l'amour entre eux, décide de planifier sa mort. Cependant, les choses tournent mal et la femme de Sebastián est finalement celle qui meurt. Sebastián devient le principal suspect dans la mort d'Andrea. 
Ses beaux-parents le méprisent et décident de prendre Camila, sa fille. Valeria donne un témoignage légal et libère Sebastián, qui, amoureux et reconnaissant, jure de nettoyer son nom et de récupérer sa fille. Grecia est alors obsédée par Sebastián et se rend compte que le seul obstacle entre eux est Valeria. Grecia cherche à la détruire pour la séparer de Sebastián. La rivalité entre Grecia et Valeria est violente, mais avant chaque accusation et mensonge de Grecia, Valeria se manifeste avec force, détermination et amour.

## Distribution
- Paola Núñez : Valeria González / Valeria Cabrales Ríos / Valeria Ríos
- Mauricio Islas : Sebastián Montesinos
- Margarita Gralia : Grecia Del Sol / Dulce María Ríos †
- Álvaro Guerrero : Venustiano Cabrales †
- Juan Vidal : Germán Aguirre De Alba
- Javier Gómez : Rolando Vargas Montero
- María José Magán : Elena Vargas Del Sol / Elena Vargas Domínguez
- Ana La Salvia : Andrea Urdaneta Ramos de Montesinos †
- Jorge Luis Vázquez : Héctor Nava
- María Fernanda Quiroz : Jennifer Fernández "La Jennifer"
- Lucía Leyba : Cristina Vargas Del Sol † / Dulce María Ríos (Jeune)
- Eugenio Montessoro : Víctor Urdaneta
- Ana Karina Guevara : Soledad Domínguez
- Erick Chapa : Iñaki Herrera
- Homero Wimmer : Père Juan José "Juanjo" Reyes Castillo
- Paulette Hernández : Pamela Urdaneta Ramos
- Pilar Fernández : Jazmín
- Socorro Miranda : Ángela Ruíz de Cosío
- Araceli Aguilar : Elizabeth Ramos de Urdaneta
- María Luisa Garza : Socorro González †
- Mauricio Bonet : Antonio Cantú
- Adrián Rubio : Enrique Valencia Carmona †
- Hugo Catalán : Juan Beltrán "El Morro" †
- Tara Parra : Sofía
- María José Arce : Camila Montesinos Urdaneta
- Matías Aranda : Diego
- Tamara Fascovich : Guadalupe "Lupita"
- Arancha : Patricia Cavazos
- Alessandra Pozzo : Nuria
- Carilo Navarro : Rosa
- Carlos Armenta : Daniel †
- David Trillo : Dr. Ordoñez
- Emmanuel Morales : Hernán Dorantes "El Pelón" †
- Humberto Yáñez : Santiago González
- Jorge Monter : Erasmo
- Jorge Reyes : Jiménez
- Luis Morales : Anselmo "Chemo" Godínez †
- Luisa Dander : Marsela
- Mario Díaz Mercado : Dr. Lara
- Pilar Flores : Rita
- Tamara Guzmán : Herminia Razo
- Verónica Contreras : Mónica
- Víctor García[Lequel ?] : Oscar Leal